# Felipe Pires
Felipe Augusto Rodrigues Pires, mais conhecido como Felipe Pires (São Paulo, 18 de abril de 1995), é um futebolista brasileiro que atua como atacante. Atualmente, joga pelo Torpedo Kutaisi.

## Carreira

### Red Bull Salzburg
Ele fez sua estreia Europeia pelo Red Bull Salzburg, em 19 de fevereiro de 2015, numa derrota contra o Villarreal por 1–2 no jogo de ida da fase final da UEFA Europa League, substituindo Massimo Bruno aos 64 minutos de jogo. Uma semana depois, no jogo de volta, ele substituiu Takumi Minamino no segundo tempo numa derrota de 1–3, derrota essa que eliminou seu clube. No dia 6 de junho, ele marcou o último gol do Salzburg que derrotou o Austria Wien por 2-0 na final da Copa da Áustria, e leva a dobradinha daquela temporada.

### Hoffenheim
Em 25 de agosto de 2015, foi anunciado que Pires havia assinado com o Hoffenheim por um valor não revelado. No dia seguinte, ele foi emprestado para o FSV Frankfurt da 2. Bundesliga.

### Austria Wien
Em 24 de junho de 2016, Pires foi emprestado ao Austria Wien até o final da temporada.

### Palmeiras
Em 21 de dezembro de 2018 o Palmeiras  encaminhou a contratação de Felipe Pires, meia-atacante de 23 anos que pertence ao Hoffenheim. O contrato será de um ano de empréstimo, com opção de compra.
Fez seu primeiro gol pelo Palmeiras contra o Oeste, aos 15 segundos do segundo tempo.

### Fortaleza
Em julho de 2019, não tendo espaço no elenco do Palmeiras, encerrou seu contrato de empréstimo e assinou com o Fortaleza, a pedido do técnico Rogério Ceni.

## Estatísticas
| Clube                      | Temporada             | Liga                                  | Liga        | Liga       | Copa        | Copa       | Taça Da Liga | Taça Da Liga | Outros      | Outros     | Total       | Total      |
| Clube                      | Temporada             | Divisão                               | Aplicativos | Objectivos | Aplicativos | Objectivos | Aplicativos  | Objectivos   | Aplicativos | Objectivos | Aplicativos | Objectivos |
| -------------------------- | --------------------- | ------------------------------------- | ----------- | ---------- | ----------- | ---------- | ------------ | ------------ | ----------- | ---------- | ----------- | ---------- |
| Liefering                  | 2014-15               | Austríaco De Futebol Da Primeira Liga | 27          | 11         | 0           | 0          | —            | —            | —           | —          | 27          | 11         |
| Salzburgo                  | 2014-15               | Austríaco De Futebol Da Bundesliga    | 7           | 1          | 2           | 1          | —            | —            | 2           | 0          | 11          | 2          |
| Salzburgo                  | 2015-16               | Austríaco De Futebol Da Bundesliga    | 2           | 0          | 0           | 0          | —            | —            | 2           | 0          | 4           | 0          |
| Salzburgo                  | Total                 | Total                                 | 9           | 1          | 2           | 1          | 0            | 0            | 4           | 0          | 15          | 2          |
| FSV Frankfurt (empréstimo) | 2015-16               | 2. Bundesliga                         | 20          | 1          | 1           | 0          | —            | —            | —           | —          | 21          | 1          |
| Austria Wien (empréstimo)  | 2016-17               | Austríaco De Futebol Da Bundesliga    | 34          | 4          | 4           | 2          | —            | —            | 12          | 2          | 50          | 8          |
| Austria Wien (empréstimo)  | 2017-18               | Austríaco De Futebol Da Bundesliga    | 32          | 7          | 3           | 0          | —            | —            | 10          | 1          | 45          | 8          |
| Austria Wien (empréstimo)  | Total                 | Total                                 | 66          | 11         | 7           | 2          | 0            | 0            | 22          | 3          | 95          | 16         |
| Palmeiras (empréstimo)     | 2019                  | Série A                               | 2           | 0          | 1           | 0          | –            | –            | 14          | 1          | 16          | 1          |
| Fortaleza (empréstimo)     | 2019                  | Série A                               |             |            |             |            |              |              |             |            |             |            |
| Os totais de carreira      | Os totais de carreira | Os totais de carreira                 | 124         | 24         | 11          | 3          | 0            | 0            | 38          | 4          | 174         | 31         |

1. ↑  Jogo(s) na UEFA Europa League
2. ↑  Jogos(s) na UEFA Champions League

## Títulos
Liefering
- Austríaco De Futebol Da Primeira Liga: 2014-15

Red Bull Salzburg
- Austríaco De Futebol Da Bundesliga: 2014-15
- Copa Da Áustria: 2014-15